# Полетият поливач
„Полетият поливач“ (на френски: L'Arroseur arrosé) е френски късометражен ням филм на режисьора Луи Люмиер с участието на Франсоа Клерк и Беноа Дювал. Филмът е считан за първата кинокомедия в историята на кинематографията и за първи път представя пред зрителите филмирана измислена история. Премиерата му се е състояла на 10 юни 1895 година.

## Сюжет
Градинар полива растенията с маркуч. Незабелязано зад гърба му се промъква едно момче и настъпвайки маркуча, водата спира да тече. Учуденият градинар се вглежда в отвора на маркуча и тогава момчето отмества крака си. Тръгналата под налягане вода облива лицето на градинаря. Той хвърля маркуча и се втурва след момчето. След известно гонене успява да го хване, наказвайки го подобаващо. Момчето си отива, а градинарят продължава с поливането.

## В ролите
- Франсоа Клерк като градинаря
- Беноа Дювал като момчето

## Продукция
Снимките на филма протичат през пролетта на 1895 година в Лион. Люмиер използва за ролята на градинаря Франсоа Клерк, който действително е бил градинар в имението на братята в родния им град Ла Сиута. За ролята на момчето е избран един от работниците във фабриката им, Беноа Дювал.

## Реализация
Премиерата на филма се състои на 10 юни 1895 година. Той е бил включен в програмата от десет филма на първия платен киносеанс в Париж на 28 декември същата година в сутерена на „Гран Кафе“ на „Булеварда на капуцините“.